# Katrin Beierl
Katrin Beierl (Mödling, 16 de agosto de 1993) es una deportista austríaca que compite en bobsleigh en la modalidad doble.
Ganó dos medallas de bronce en el Campeonato Europeo de Bobsleigh, en los años 2019 y 2021.

## Palmarés internacional
| Campeonato Europeo | Campeonato Europeo    | Campeonato Europeo | Campeonato Europeo |
| Año                | Lugar                 | Medalla            | Prueba             |
| ------------------ | --------------------- | ------------------ | ------------------ |
| 2019               | Königssee (Alemania)  | Medalla de bronce  | Doble              |
| 2021               | Winterberg (Alemania) | Medalla de bronce  | Doble              |